# آيت توتلين (سيدي بوخالف)
آيت توتلين هي إحدى مشيخات المملكة المغربية، تتبع جغرافيا لإقليم أزيلال وإداريًا لسيدي بوخالف. يقدر عدد سكانها بـ 3472 نسمة حسب الإحصاء الرسمي للسكان والسكنى لسنة 2004.